# Bertrand Šnobl
František Bertrand Šnobl OP (3. října 1914 Třeboň – 26. července 1990 Jiřetín pod Jedlovou) byl český římskokatolický kněz, člen řádu dominikánů, osoba pronásledovaná komunistickým režimem, překladatel náboženské literatury.

## Život
Dominikán František Šnobl, řeholním jménem Bertrand, pocházel z Třeboně. Rozhodl se pro Bohu zasvěcené povolání a 27. října 1936 složil v Olomouci řeholní sliby. Dne 29. července 1940 byl v Olomouci vysvěcen na kněze. Působil v Plzni jako katecheta. Později byl přesunut do Znojma a se stal podpřevorem ve znojemském klášteře. Ve Znojme také vyučoval náboženství jako profesor na místním gymnáziu. V roce 1950 byl v rámci Akce K zatčen Státní bezpečností a internován v klášteře v Broumově. Později byl přesunut do želivského internačního kláštera a nakonec do internačního kláštera v Oseku.
Po propuštění z internace pracoval jako dělník. Od roku 1968 sloužil sestrám těšitelkám jako kaplan nejprve v Bystřanech u Teplic. Později byl přesunut k pastorační péči o řádové sestry do Jiřetína pod Jedlovou.
Během komunistické totality, kdy nesměla vycházet náboženská literatura překládal náboženské knihy z němčiny, angličtiny a francouzštiny, rozmnožoval je na psacím stroji a přes obrovské riziko zatčení Státní bezpečností šířil dál. Zemřel v Jiřetíně pod Jedlovou v roce 1990. Pohřben byl do řádového dominikánského hrobu v Plzni.